# Bruce McEwen

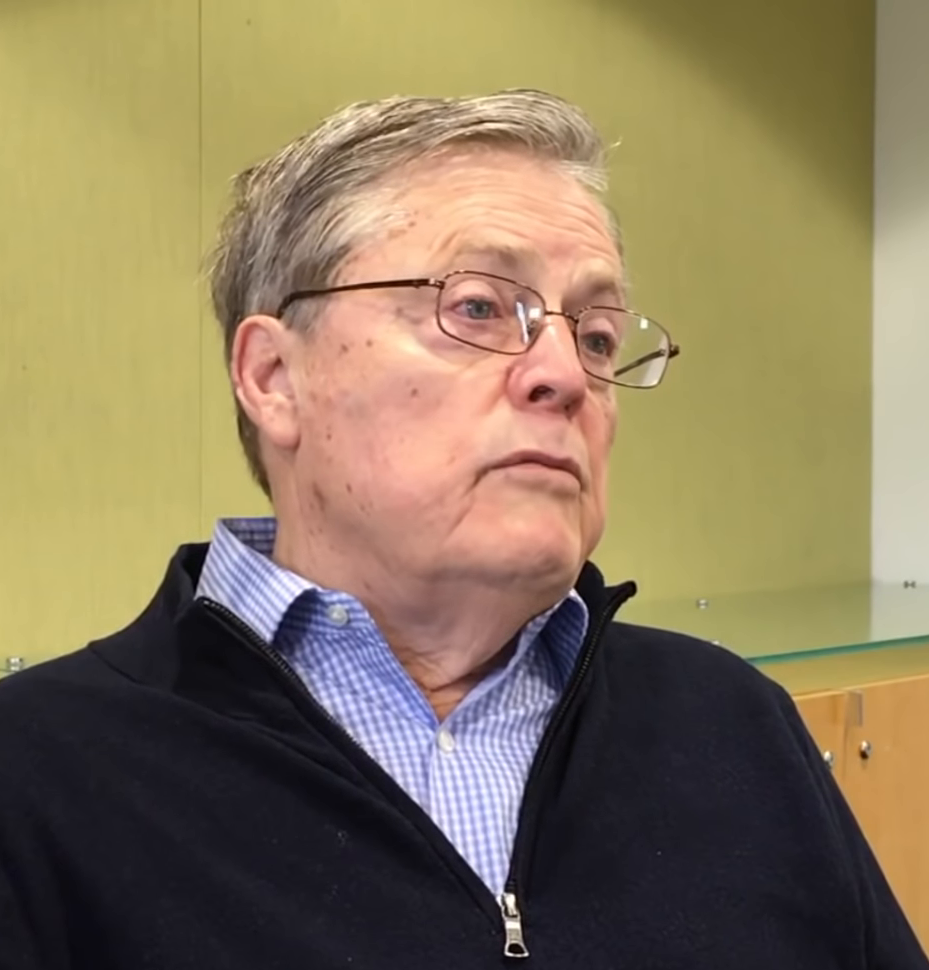
Bruce McEwen 2018

Bruce Sherman McEwen (* 17. Januar 1938 in Fort Collins, Colorado; † 2. Januar 2020) war ein US-amerikanischer Neurophysiologe und Neuroendokrinologe an der Rockefeller University.
McEwen wurde vor allem bekannt durch seine Arbeiten zum Einfluss von Stress und von Sexualhormonen auf das Gehirn, insbesondere auf Hippocampus und Amygdala. Gemeinsam mit Elliot Stellar entwickelte er das Konzept der allostatischen Last (allostatic load), der Gesamtbelastung eines Individuums mit wiederholtem oder chronischem Stress und den strukturellen „Kosten“ des Stresses für das betroffene Individuum.
McEwen erwarb 1959 am Oberlin College einen Bachelor in Chemie und 1964 bei Alfred E. Mirsky an der Rockefeller University einen Ph.D. in Zellbiologie. Als Postdoktorand arbeitete er am Institut für Neurobiologie in Göteborg und bei Neal E. Miller an der Rockefeller University. Zunächst erhielt McEwen Anfang 1966 eine Stelle als Assistant Professor für Zoologie an der University of Minnesota, ging aber bereits Mitte 1966 – ebenfalls als Assistant Professor – zurück an die Rockefeller University. Hier wurde er 1971 Associate Professor und erhielt 1981 eine ordentliche Professur.
Bruce McEwen war Mitglied der Faculty of 1000 auf dem Gebiet der Physiologie. 1994 wurde er zum Mitglied der American Academy of Arts and Sciences gewählt, 1997 zum Mitglied der National Academy of Sciences. 1996/1997 war er Präsident der Society for Neuroscience. Zu den Auszeichnungen, die er erhielt, gehören der Pasarow Award für Neuropsychiatrie (2005), der Neuronal Plasticity Prize (2010) und der Endocrine Regulation Prize (2017).